# Nekrolog 1618
Nekrolog
◄◄
| ◄
| 1614
| 1615
| 1616
| 1617
| 1618 | 1619 | 1620 | 1621 | 1622 | ► | ►►
Weitere Ereignisse | Allgemeiner Nekrolog 1618
Die Beschreibung der verstorbenen Person sollte so kurz wie möglich gehalten sein und nur deren signifikante Tätigkeit(en) enthalten.
Neue Namen ggf. auch unter dem Geburts- und Sterbedatum, also etwa unter 1. Januar und im Geburts- und Sterbejahr (2024) eintragen (nur bei entsprechender großer Wichtigkeit). Für Beispiele siehe die schon vorhandenen Artikel.
Außerdem über die fünf zuletzt Verstorbenen, zu denen es einen ausreichend guten Artikel für eine Präsentation auf der Hauptseite gibt, nach der todesbedingten Überarbeitung der Artikel ggf. auch unter Wikipedia Diskussion:Hauptseite informieren und sie am besten auch in den anderen Wikipedia-Sprachversionen eintragen. Tipp: Regelmäßig bei news.google.de nach „ist tot“, „gestorben“ oder „verstorben“ suchen.
Wenn eine Person gestorben ist, gibt es viele Seiten zu dieser Person in der Wikipedia, die davon auch betroffen sind und entsprechend aktualisiert werden müssen. Beispiele: Namenübersichtsseite, Geburtsjahr, Geburtsort-Seiten und viele mehr.
Wie finde ich die betroffenen Seiten?
Im Suchfeld auf der linken Seite gibt man den Suchbegriff so ein: „Vorname Nachname“. Dann klickt man auf Volltext und alle Seiten mit entsprechendem Suchtext werden aufgerufen. Hier sieht man dann schnell, wo auch das Todesjahr Sinn macht oder sogar ein Teil des Artikels angepasst werden muss. Auch hilft das „Werkzeug“ auf der linken Seite sehr gut, um solche Seiten aufzufinden: „Links auf diese Seite“. Somit ist die Wikipedia wieder aktuell in allen Bereichen! Hinweis: bei Eintragung der Kategorie „Gestorben JAHR“ wird der Missbrauchsfilter 49 ausgelöst, was jedoch nicht schlimm ist. Siehe: Spezial:Missbrauchsfilter/49
Dies ist eine Liste von im Jahr 1618 verstorbenen bekannten Persönlichkeiten. Die Einträge erfolgen innerhalb der einzelnen Daten alphabetisch sortiert. Tiere sind im Nekrolog für Tiere zu finden.

## Januar
| Tag        | Name                     | Beruf, bekannt als                               | Alter | Beleg |
| ---------- | ------------------------ | ------------------------------------------------ | ----- | ----- |
| 12. Januar | Eleonore von Württemberg | Prinzessin von Württemberg                       | 65    |       |
| 16. Januar | Stephan von Seiboldsdorf | Fürstbischof von Freising                        |       |       |
| 17. Januar | Luca Valerio             | italienischer Mathematiker                       |       |       |
| 18. Januar | Martin Rutilius          | deutscher Pfarrer und Dichter von Kirchenliedern |       |       |
| 19. Januar | Vitus Miletus            | deutscher Theologe und Hochschullehrer           |       |       |

## Februar
| Tag         | Name                     | Beruf, bekannt als                                            | Alter | Beleg |
| ----------- | ------------------------ | ------------------------------------------------------------- | ----- | ----- |
| 1. Februar  | Dethard Horst            | deutscher Rechtswissenschaftler                               | 69    |       |
| 3. Februar  | Philipp II.              | Herzog von Pommern-Stettin                                    | 44    |       |
| 10. Februar | Joachim Cimdarsius       | deutscher Dichter                                             | 64    |       |
| 14. Februar | Juan González de Mendoza | Autor der westlichen Geschichte Chinas                        |       |       |
| 14. Februar | Juan Bautista Rico       | spanischer Ordensgründer und Heiliger der katholischen Kirche | 56    |       |
| 14. Februar | Paolo Emilio Sfondrati   | italienischer Kardinal, Bischof von Cremona                   | 57    |       |
| 17. Februar | Michel Hospein           | deutscher Humanist, Dichter und Kartograph                    | 52    |       |
| 20. Februar | Philipp Wilhelm          | Fürst von Oranien                                             | 63    |       |

## März
| Tag      | Name                                  | Beruf, bekannt als                                                            | Alter | Beleg |
| -------- | ------------------------------------- | ----------------------------------------------------------------------------- | ----- | ----- |
| 2. März  | Robert Abbot                          | englischer Geistlicher, Bischof von Salisbury                                 |       |       |
| 5. März  | Barbara von Pfalz-Zweibrücken-Neuburg | Pfalzgräfin von Pfalz-Zweibrücken, durch Heirat Gräfin zu Oettingen-Oettingen | 58    |       |
| 5. März  | Kaspar von Fürstenberg                | Landdroste                                                                    | 72    |       |
| 5. März  | Johann von Schweden                   | schwedischer Prinz, Herzog von Östergötland und Herzog von Finnland           | 28    |       |
| 16. März | Gottfried Anton                       | deutscher Rechtswissenschaftler                                               |       |       |
| 16. März | Giovanni Bembo                        | 92. Doge von Venedig                                                          | 74    |       |
| 26. März | Friedrich Magnus                      | regierender Graf von Erbach sowie Herr von Fürstenau und Reichenberg          | 42    |       |

## April
| Tag       | Name               | Beruf, bekannt als                 | Alter | Beleg |
| --------- | ------------------ | ---------------------------------- | ----- | ----- |
| 3. April  | Jakob Adam         | deutscher reformierter Prediger    |       |       |
| 13. April | Johann Fladenstein | deutscher Jurist                   | 60    |       |
| 18. April | Barbe Acarie       | französische Karmelitin und Selige | 52    |       |

## Mai
| Tag     | Name                  | Beruf, bekannt als                            | Alter | Beleg |
| ------- | --------------------- | --------------------------------------------- | ----- | ----- |
| 2. Mai  | Kaspar Brack          | deutscher Zisterzienserabt                    |       |       |
| 5. Mai  | Jacques-Davy Duperron | französischer Kardinal, Dichter und Diplomat  | 61    |       |
| 9. Mai  | Nicolò Donà           | Doge von Venedig                              | 78    |       |
| 16. Mai | Dorothy Wadham        | Mitbegründerin des Wadham College (Oxford)    |       |       |
| 20. Mai | Henrik Horn           | schwedischer Diplomat                         |       |       |
| 20. Mai | Georg Widmanstetter   | Hofbuchdrucker in Graz                        |       |       |
| 20. Mai | Daniel Zöllner        | deutscher Jurist                              |       |       |
| 24. Mai | Johann Georg I.       | Fürst von Anhalt-Dessau                       | 51    |       |
| 25. Mai | Michael Wirth         | deutscher Rechtswissenschaftler               | 46    |       |
| 31. Mai | Georg Henisch         | Humanist, Pädagoge, Mediziner und Lexikograph | 69    |       |
| 31. Mai | Sabina Catharina      | Gräfin von Rietberg                           | 35    |       |

## Juni
| Tag      | Name                             | Beruf, bekannt als                                                                   | Alter | Beleg |
| -------- | -------------------------------- | ------------------------------------------------------------------------------------ | ----- | ----- |
| 6. Juni  | James Lancaster                  | englischer Seefahrer und Politiker                                                   |       |       |
| 7. Juni  | Peter Engelbrecht                | Jurist und Chronist, Ratssekretär in Lübeck, Syndicus in Nordhausen und Braunschweig |       |       |
| 7. Juni  | Thomas West, 3. Baron De La Warr | zweiter Gouverneur der britischen Kolonie Virginia                                   | 40    |       |
| 23. Juni | Johann Molther                   | deutscher Geistlicher und Theologe                                                   | 57    |       |
| 25. Juni | Unkoku Tōgan                     | japanischer Maler                                                                    |       |       |
| 27. Juni | William Cecil, 16. Baron de Ros  | englischer Peer                                                                      | 28    |       |

## Juli
| Tag      | Name                   | Beruf, bekannt als                               | Alter | Beleg |
| -------- | ---------------------- | ------------------------------------------------ | ----- | ----- |
| 3. Juli  | Fillide Melandroni     | italienische Kurtisane und Modell von Caravaggio | 37    |       |
| 29. Juli | David Jakob Feyerabend | Bürgermeister Heilbronns                         | 87    |       |

## August
| Tag        | Name                  | Beruf, bekannt als                                                       | Alter | Beleg |
| ---------- | --------------------- | ------------------------------------------------------------------------ | ----- | ----- |
| 4. August  | Martin Weigel         | deutscher Markscheider und kursächsischer Oberbergmeister                | 62    |       |
| 14. August | Philipp Eduard Fugger | deutscher Handelsherr aus dem Familienzweig Fugger von der Lilie         | 72    |       |
| 19. August | Caspar Haßler         | deutscher Organist und Musikherausgeber                                  | 56    |       |
| 22. August | Erminio Valenti       | italienischer Kardinal                                                   | 53    |       |
| 23. August | Gerbrand Bredero      | niederländischer Schriftsteller                                          | 33    |       |
| 24. August | Heo Gyun              | koreanischer Politiker, Romanautor, Schriftsteller, Philosoph und Denker | 48    |       |
| 27. August | Albrecht Friedrich    | regierender Fürst des Herzogtums Preußen                                 | 65    |       |

## September
| Tag           | Name                        | Beruf, bekannt als                                                                   | Alter | Beleg |
| ------------- | --------------------------- | ------------------------------------------------------------------------------------ | ----- | ----- |
| 3. September  | Friedrich IV. von dem Bergh | militärischer Befehlshaber in spanischen Diensten während des Achtzigjährigen Kriegs | 59    |       |
| 4. September  | Nicolò Rusca                | römisch-katholischer Erzpriester in Sondrio                                          | 55    |       |
| 5. September  | Wenzeslaus Warich           | sorbischer Theologe und Übersetzer                                                   | 53/54 |       |
| 10. September | Johann Woltz                | deutscher Organist                                                                   |       |       |
| 13. September | Reimar von Karstedt         | deutscher Jurist und Domdechant am Havelberger Dom                                   |       |       |
| 20. September | Johann Domann               | Jurist und Syndicus der Hanse                                                        | 54    |       |
| 24. September | William Parker              | englischer Freibeuter und Pirat                                                      |       |       |

## Oktober
| Tag         | Name                                    | Beruf, bekannt als                                                                            | Alter | Beleg |
| ----------- | --------------------------------------- | --------------------------------------------------------------------------------------------- | ----- | ----- |
| 1. Oktober  | Johann Ludwig Havenreuter               | deutscher Philosoph, Mediziner und Hochschullehrer                                            | 70    |       |
| 5. Oktober  | Johann Georg Sigwart                    | deutscher evangelischer Theologe, Professor der Theologie und Rektor der Universität Tübingen | 63    |       |
| 12. Oktober | Jakob Rem                               | katholischer Geistlicher                                                                      | 72    |       |
| 14. Oktober | Georg Stobäus von Palmburg              | katholischer Fürstbischof der Diözese Lavant                                                  |       |       |
| 24. Oktober | Elisabeth von Braunschweig-Wolfenbüttel | Gräfin von Holstein-Schauenburg, Herzogin von Braunschweig-Harburg                            | 51    |       |
| 29. Oktober | Walter Raleigh                          | englischer Seefahrer, Entdecker und Schriftsteller                                            |       |       |
| 30. Oktober | Karl von Burgau                         | Markgraf von Burgau                                                                           | 57    |       |

## November
| Tag          | Name                              | Beruf, bekannt als                                                                                     | Alter | Beleg |
| ------------ | --------------------------------- | --- | ----- | ----- |
| 2. November  | Maximilian III.                   | drittältester Sohn Kaiser Maximilians II., Hochmeister des Deutschen Ordens und Administrator Preußens | 60    |       |
| 5. November  | Eliáš Láni                        | slowakischer Geistlicher und Dichter                                                                   |       |       |
| 9. November  | Ehrenfried von Kuenburg           | Bischof von Chiemsee                                                                                   |       |       |
| 14. November | Anna Maria von Brandenburg        | Herzogin von Pommern                                                                                   | 51    |       |
| 16. November | Ottavio Belmosto                  | italienischer Kardinal                                                                                 |       |       |
| 16. November | Heinrich Pasche                   | deutscher Kaufmann und Ratsherr der Hansestadt Lübeck                                                  |       |       |
| 18. November | Albrecht Jan Smiřický von Smiřice | böhmischer Adeliger                                                                                    | 23    |       |
| 30. November | Johann Peilicke                   | deutscher Jurist, Professor an der Universität Leipzig und Bürgermeister von Leipzig                   | 82    |       |

## Dezember
| Tag          | Name                           | Beruf, bekannt als                                      | Alter | Beleg |
| ------------ | ------------------------------ | ------------------------------------------------------- | ----- | ----- |
| 4. Dezember  | Dietrich von Fürstenberg       | Fürstbischof von Paderborn                              | 72    |       |
| 7. Dezember  | Bernardo de Sandoval y Rojas   | spanischer Kardinal der römisch-katholischen Kirche     | 72    |       |
| 10. Dezember | Giulio Caccini                 | italienischer Komponist                                 | 67    |       |
| 10. Dezember | Johannes Lang                  | Ordensgeistlicher, 15. Abt der Reichsabtei Ochsenhausen |       |       |
| 11. Dezember | Giannangelo Gaudenzio Madruzzo | Militär und Adeliger                                    |       |       |
| 12. Dezember | Pedro de Cristo                | portugiesischer Mönch und Komponist                     |       |       |
| 15. Dezember | Anna von Österreich-Tirol      | Kaiserin des Heiligen Römischen Reichs (1612–1619)      | 33    |       |
| 19. Dezember | Willem Amsinck                 | niederländisch-deutscher Kaufmann                       |       |       |
| 22. Dezember | Christoph Jamnitzer            | Nürnberger Goldschmied der Spätrenaissance              | 55    |       |
| 26. Dezember | Albin Moller                   | sorbischer Theologe und Schriftsteller                  |       |       |

## Datum unbekannt
| Tag | Name                                    | Beruf, bekannt als                                                                              | Alter | Beleg |
| --- | --------------------------------------- | ----------------------------------------------------------------------------------------------- | ----- | ----- |
|     | Ollegard von Ahlefeldt                  | Adliger Erbherrin der Güter von Haselau und Kaden.                                              |       |       |
|     | Wulf Jürgen von Ahlefeldt               | adliger Gutsherr und Mitglied der adligen Stände in Schleswig-Holstein                          |       |       |
|     | Philipp Ludwig von Baumbach der Jüngere | Haushofmeister von Hessen-Marburg                                                               |       |       |
|     | Johann Michael Beuther                  | elsässischer Rechtswissenschaftler                                                              |       |       |
|     | Johannes Bisterfeld                     | deutscher reformierter Theologe und Philosoph, Rektor der Hohen Schule Herborn                  |       |       |
|     | Georg Bodecker                          | sächsischer Beamter und Dresdner Bürgermeister                                                  |       |       |
|     | Václav Březan                           | böhmischer Archivar, Historiograph und Bibliothekar                                             |       |       |
|     | Jörg Calwer                             | württembergischer Richter, Spitalpfleger und Bürgermeister von Tübingen                         | 70    |       |
|     | Sebastian Ertel                         | österreichischer Komponist                                                                      |       |       |
|     | Johann Grasshoff                        | deutscher Alchemist                                                                             |       |       |
|     | Andrea Morosini                         | venezianischer Geschichtsschreiber                                                              |       |       |
|     | Balthasar Nuss                          | Zentgraf in Hofbieber und Fulda                                                                 |       |       |
|     | Christina Rauscher                      | schwäbische Frau, zunächst als Hexe verfolgt, später Regierungskommissarin gegen Justizvergehen |       |       |
|     | Philippine von Reuschenberg             | Tochter von Wilhelm von Reuschenberg zu Overbach                                                |       |       |
|     | Johann Völkel                           | deutscher Theologe und Vertreter des polnischen Unitarismus                                     |       |       |
|     | George Wilkins                          | englischer Dramatiker                                                                           |       |       |